# Arc of the Dawn
Arc of the Dawn è il sesto album della band Dare, uscito nel 2009.

## Tracce
1. "Dublin"
2. "Shelter in the Storm"
3. "Follow the River"
4. "King of Spades" (re-recording)
5. "I Will Return" (re-recording of "Return The Heart")
6. "Emerald" (Thin Lizzy cover)
7. "When"
8. "The Flame" (Cheap Trick cover)
9. "Still Waiting"
10. "Kiss the Rain"
11. "Remember"
12. "Circles"

## Formazione
- Darren Wharton - voce, tastiera
- Richard Dews - chitarra
- Kevin Whitehead - batteria